# Emil von Sydow
Theodor Emil von Sydow (Freiberg, 15 luglio 1812 – Berlino, 13 ottobre 1873) è stato un militare, geografo e cartografo tedesco.

## Biografia
Figlio di Friedrich von Sydow (1780–1845), ufficiale prussiano durante le guerre napoleoniche e di Wilhelmine von Sydow, autrice di romanzi e manuali di conduzione della casa, suo fratello era il religioso e scrittore Oskar von Sydow.
Dal 1832 al 1843 insegnò tattica, fortificazioni, geografia e ricognizione del terreno presso la scuola per cadetti ad Erfurt. In questo periodo fece esperimenti con le tecniche della litografia a colori per la produzione di carte geografiche. A lui si deve la scelta dei colori verde per le pianure, marrone per i monti, nero per le scritte che ancora oggi sono usati nelle carte fisiche, in seguito vi si aggiunse il blu per le masse d'acqua.
I risultati dei suoi esperimenti convinsero la casa editrice Perthes a Gotha fondata da Justus Perthes, ma in genere suscitarono consenso negli ambienti pedagogici e geografici. Nel 1842 iniziò lo sviluppo dell'opera Methodischer Hand-Atlas für das wissenschaftliche Studium der Erdkunde.
Nel 1843 si trasferì a Berlino e dal 1855 iniziò a collaborare stabilmente con la casa editrice con la quale pubblicò le edizioni svedese, russa e italiana del suo atlante. Nel 1860 ritornò nell'esercito dove si occupò della produzione di carte geografiche per la guerra franco-prussiana.
Nel 1888 l'atlante di von Sydow venne rivisto da Hermann Wagner per crearne un'edizione scolastica con il titolo Sydow-Wagners Methodischer Schulatlas del quale vi saranno 23 ristampe, l'ultima nel 1944. 

## Opere
- Methodischer Hand-Atlas für das wissenschaftliche Studium der Erdkunde. 1. und 2. Abteilung. Perthes, Gotha 1842–1844. 21 carte e testi colorati con successive elaborazioni e ristampe.
- Wand-Atlas Nr. 3. Asia 1: 8 Mill. Perthes, Gotha 1838. 2. Auflage 1845. 12 Sezioni a colori, seguirono diverse carte da muro.
- mit H. Credner: Thüringen und der Harz. Eine orographisch-geognostische Skizze. Perthes, Gotha 1843.
- Der kartographische Standpunkt Europa's am Schlusse des Jahres 1856 mit besonderer Rücksicht auf den Fortschritt der topogr. Spezialarbeiten. In: Peterm. Mitt. 3, 1857, S. 1–24, S. 57–91. Seguirono altri undici resoconti fino al 1872.
- Drei Karten-Klippen. Geo-Kartographische Betrachtung. In: Ernst Behm (Hrsg.): Geographisches Jahrbuch. Band 1. Perthes, Gotha 1866, S. 348–361.

In italiano
- Sydow-Wagners Methodischer Schul-Atlas: Prima Parte 10 carte generali, Seconda Parte 24 carte dell'Europa, Terza Parte 13 carte del Mondo